# Мирный (Псковская область)
Мирный — деревня в России, в Пыталовском районе Псковской области. Входит в состав Линовской волости.
Деревня расположена в 33 км к северу от города Пыталово, к северу от волостного центра Линово.
C 1920 до 1944 гг. входила в состав Яунлатгальского (Абренского) уезда Латвии как деревни Федаркава (латыш. Fedarkava) и Ахромеева (латыш. Ahromejeva).

## Население
| 2001 | 2002 | 2010 |
| ---- | ---- | ---- |
| 158  | ↘123 | ↗169 |

Численность населения составляет 158 жителей (2000 год).